# Der neue Tag (Kurzgeschichte)
Der neue Tag (im Original 2012: The New Day) ist eine Science-Fiction-Kurzgeschichte der chinesischen Schriftstellerin Ling Chen, zuerst veröffentlicht im Januar 2012. Eine deutsche Übersetzung von Michael Kahn-Ackermann erschien am 14. September 2020 in der Anthologie Quantenträume, herausgegeben vom Heyne Verlag.

## Handlung
Im Jahr 2009 wird ein Computerspiel über den nach dem Maya-Kalendar drohenden Weltuntergang im Jahr 2012 veröffentlicht. Parallel wurden bereits Trailer für den Katastrophenfilm 2012 von Roland Emmerich veröffentlicht. In diesem Computerspiel droht die Kollision der Erde mit einem Asteroiden aus der Oortschen Wolke, welcher etwa die Hälfte der Größe des Mondes hat. Es ist mithilfe eines Supercomputers zur Berechnung äußerst detailreich ausgearbeitet und bietet verschiedene Möglichkeiten der Reaktion, wie etwa der Bau von Kolonien im Weltall oder auf dem Mond selbst. Dabei bleibt stets das moralische Dilemma, dass nur ein kleiner Teil der Menschheit gerettet werden kann. Ein Spieler beendet das Spiel und erreicht den Tag des Weltuntergangs am 21. Dezember 2012. Zwei Milliarden Menschen arbeiteten daran gemeinsam an der Reaktion auf die Krise. Nun sollen die Erkenntnisse und Erfahrungen über menschliche Zusammenarbeit auf die reale Welt übertragen werden.

## Kritik
Gunther Barnewald von phantastiknews.de findet die Kurzgeschichte „etwas schwächer“ als die anderen Geschichten in Quantenträume.